# Thaumastogarypus
Genre
Thaumastogarypus est un genre de pseudoscorpions de la famille des Garypidae.

## Distribution
Les espèces de ce genre se rencontrent en Afrique du Sud, en Namibie et au Kenya.

## Liste des espèces
Selon Pseudoscorpions of the World (version 3.0) :
- Thaumastogarypus capensis (Ellingsen, 1912)
- Thaumastogarypus grandis Beier, 1947
- Thaumastogarypus longimanus Beier, 1947
- Thaumastogarypus mancus Mahnert, 1982
- Thaumastogarypus okahandjanus Beier, 1964
- Thaumastogarypus robustus Beier, 1947
- Thaumastogarypus transvaalensis Beier, 1955
- Thaumastogarypus zuluensis Beier, 1958

## Publication originale
- Beier, 1947 : Zur Kenntnis der Pseudoscorpionidenfauna des südlichen Afrika, insbesondere der südwest- und südafrikanischen Trockengebiete. Eos, Madrid, vol. 23, p. 285-339 (texte intégral).